# Горно Абланово
Горно Абланово е село в Северна България, разположено в община Борово, област Русе.

## География и климат
Намира се на 44 км. югозападно от гр. Русе, на 82 км. северно от гр. Велико Търново и на 291 км. североизточно от гр. София.
Селото е разположено в източната част на Дунавската равнина, на надморска височина от 172 м. Намира се на около 10 км разстояние от реките Дунав и Янтра.
Релефът е равнинно-хълмист, а климатът - умереноконтинентален. Летата са сухи и горещи, а зимите са студени.

## История
Името на селото идва от турски и се превежда като „Какино село“. Горно Абланово се споменава в турски Регистър за поголовния данък (20 октомври 1656 г. до 8 октомври 1657) като село Абланова Мюслим – с население рая (неверници) и 5 ханета (къщи). 
Споменава се като село Аблано в пътепис на Симперт Нигеа, личен свещеник на граф Волфганг фон Егинген – водач на великото Австрийско посолство, които на път за Истанбул, на път от село Чауску за село Мечка – на 2 януари 1700 г. посещават село Аблано (едно голямо село), пренощуват в него и на 3 януари 1700 г. към 6 часа след прочитане на света литургия тръгват за село Мечка.

## Културни и природни забележителности
Селото е богато на подпочвени води и в много къщи има кладенци. Има много каменни чешми. 
Има няколко пещери в непосредствена близост до селото.
В центъра на Горно Абланово има читалище направено изцяло с помощта на сем. Каневи (в частност Игнат Канев). Сградата разполага с модерна библиотека, кафене и зала за тържества.

## Редовни събития
На 7 ноември е традиционният събор на селото.

## Личности
- Игнат Канев, бизнесмен
- Борис Теодосиев, военен пилот
- Руска Недялкова, народна певица